# مصطفی مدیح
مصطفی مدیح (انگلیسی: Mustapha Madih; ۱ ژانویهٔ ۱۹۵۶ – ۴ نوامبر ۲۰۱۸) مربی فوتبال اهل مراکش بود.
وی در سال ۲۰۰۰ سرمربی تیم ملی فوتبال مراکش و همچنین سرمربی تیم ملی فوتبال زیر ۲۳ مراکش در بازی‌های المپیک تابستانی ۲۰۰۴ بود